# Cantón de Romorantin-Lanthenay-Norte
El cantón de Romorantin-Lanthenay-Norte era una división administrativa francesa, que estaba situada en el departamento de Loir y Cher y la región de Centro-Valle de Loira.

## Composición
El cantón estaba formado por cuatro comunas más una fracción de la comuna que le daba su nombre:
- Romorantin-Lanthenay (fracción)
- Courmemin
- Millançay
- Veilleins
- Vernou-en-Sologne

## Supresión del cantón de Romorantin-Lanthenay-Norte
En aplicación del Decreto n.º 2014-213 de 21 de febrero de 2014, el cantón de Romorantin-Lanthenay-Norte fue suprimido el 22 de marzo de 2015 y sus 5 comunas pasaron a formar parte; cuatro del nuevo cantón de Romorantin-Lanthenay y una del nuevo cantón de Chambord.